# 楢橋朝子
楢橋 朝子（ならはし あさこ、1959年 - ）は写真家。アートという雰囲気が漂う独特の作風と、写真の枠にこだわらない活動で知られる。

## 経歴
- 1959年、東京都に生まれる。
- 1989年、早稲田大学第二文学部美術専攻卒業
- 1990年、フォトギャラリー・03FOTOSをオープン
- 1996年、石内都とともに写真誌『main〈マン〉』を創刊。2000年まで10号刊行。
- 1998年、日本写真協会新人賞受賞
- 2004年、「写真の会」賞受賞
- 2008年、第24回東川賞国内作家賞受賞

## 主な著作
- 1996年 - 2000年、写真誌『main（マン）』（main編集室。10号で完結）
- 1997年、写真集『NU・E』（蒼穹舎／モール）
- 2003年、写真集『フニクリフニクラ』（蒼穹舎）
- 2007年、写真集『half awake half asleep in the water』（Nazraeli Press）

## 主な写真展
- 2002年、「half awake and half asleep in the water」イルテンポ、東京
- 2003年、「フニクリフニクラ」photographers' gallery、東京
- 2007年、「half awake and half asleep in the water 06/07」ツァイト・フォト・サロン、東京